# Ilona Novotná
Ilona Novotná (* 25. října 1980) je bývalá česká florbalistka, reprezentantka a trojnásobná mistryně Česka. Jako hráčka klubů 1. HFK Děkanka a Tatran Střešovice hrála v nejvyšší české florbalové soutěži od jejích počátků až do roku 2009.

## Klubová kariéra
Zpočátku Novotná hrála českou nejvyšší soutěž za klub 1. HFK Děkanka. V sezóně 1999/2000, ve které Děkanka získala první vicemistrovský titul, byla Novotná nejproduktivnější hráčkou soutěže. V následující dvou sezónách získaly další vicemistrovský titul a bronz.
Čtyři sezóny mezi lety 2002 a 2006 odehrála za Tatran Střešovice, se kterým získala další dvě stříbra a dva bronzy a jednou Pohár. V roce 2004 stanovila rekord 26 bodů v play-off, který překonala až o 10 let později Anet Jarolímová. V sezóně 2004/2005 byla opět nejproduktivnější hráčkou soutěže.
V létě 2006 se ženský tým Tatranu spojil s Děkankou. Ve sloučeném klubu odehrála Novotná tři sezóny, které všechny skončily pro Děkanku mistrovským titulem a Novotná byl ve všech nejproduktivnější hráčkou. K poslednímu titulu v sezóně 2008/2009, ve které tým neztratil ani jeden bod, ho dovedla jako kapitánka. Mimo ligových titulů vyhrála s Děkankou čtyřikrát za sebou Pohár. Ve všech čtyřech pohárových finále skórovala, ve finále v lednu 2009 pětkrát. V letech 2008 a 2009 získala s Děkankou bronz na Poháru mistrů, v druhém případě vstřelila v zápase o třetí místo dvě branky a na jednu asistovala. Jejím posledním zápasem bylo vítězné finále českého Poháru v prosinci 2009.
Po skončení vrcholové kariéry hrála v B týmu Děkanky a A týmu vypomáhala v play-off ještě v sezóně 2013/2014.
Novotná držela historické extraligové rekordy v produktivitě až do sezóny 2018/2019, kdy jejích 504 bodů překonala Denisa Billá a 291 branek Hana Poláková.

## Reprezentační kariéra
Novotná reprezentovala Česko na všech mistrovstvích světa mezi lety 1999 a 2009. Byla první českou florbalistkou, která se zúčastnila šesti mistrovství. Na turnajích v letech 2005 a 2007 byla nejproduktivnější českou hráčkou. Na druhém z nich mimo to vstřelila rekordní čtyři branky v jednom zápase, což překonala až Michaela Mlejnková v roce 2019. Největším reprezentačním úspěchem Novotné bylo čtvrté místo na jejím posledním mistrovství v roce 2009.
Na prvním Euro Floorball Tour (EFT) v roce 2006 v Praze s českým týmem poprvé v historii  remizovaly se Švýcarskem, což byl první významný mezinárodní úspěch českého výběru. Na EFT v roce 2008 pak poprvé remizovaly se Švédskem, v čemuž přispěla dvěma asistencemi, a o rok později i s Finskem.
| Umístění | Soutěž                                 |
| -------- | -------------------------------------- |
| 5.       | Mistrovství světa ve florbale žen 1999 |
| 5.       | Mistrovství světa ve florbale žen 2001 |
| 7.       | Mistrovství světa ve florbale žen 2003 |
| 7.       | Mistrovství světa ve florbale žen 2005 |
| 5.       | Mistrovství světa ve florbale žen 2007 |
| 4.       | Mistrovství světa ve florbale žen 2009 |

## Ocenění
V letech 2007 až 2009 jako první hráčka obdržela třikrát ocenění pro nejlepší českou florbalistku sezony. V sezóně 2008/2009 byla navíc zvolena nejužitečnější hráčkou Extraligy.